# Résolution 11 du Conseil de sécurité des Nations unies
Membres permanents
- Chine
- États-Unis
- France
- Royaume-Uni
- URSS

Membres non permanents
- Australie
- Brésil
- Égypte
- Mexique
- Pays-Bas
- Pologne

Résolution no 10 Résolution no 12
La résolution 11 est une résolution du Conseil de sécurité des Nations unies qui a été votée le 15 novembre 1946 et qui fixe les conditions d'adhésion de la Suisse à la Cour internationale de justice :
- accepter les statuts de la cour ;
- accepter les obligations qui découlent de l'article 94 de la charte ;
- verser la contribution aux frais de fonctionnement de la cour.

## Texte
- Résolution 11 sur fr.wikisource.org
- Résolution 11 sur en.wikisource.org